# F-1 (спутник)
F-1 — спутник на платформе CubeSat, созданный лабораторией FSpace в Университете FPT в Ханое, Вьетнам, в сотрудничестве с Центром космических технологий Angstrom (ASTC), Университетом Упсалы, Швеция, и Nanoracks LLC, США. Его миссия состояла в том, чтобы обучить молодых инженеров и студентов аэрокосмической технике и оценить усовершенствованный трёхосевой магнитометр - спин-зависимый туннельный магнитометр (SDTM), разработанный в Швеции компанией ASTC.
F-1 был запущен 21 июля 2012 года и доставлен на Международную космическую станцию (МКС) на борту Kounotori 3 (HTV-3) вместе с кубсатами RAIKO, WE WISH, FITSAT-1, TechEdSat. Затем, 4 октября 2012 года, он был выведен на орбиту с МКС с помощью устройства JEM-Small Satellite Orbital Deployer (J-SSOD), которое было прикреплено к роботизированному манипулятору модуля «Кибо».
По состоянию на 2 ноября 2012 г. F-1 не смог выйти на связь после выхода на орбиту.

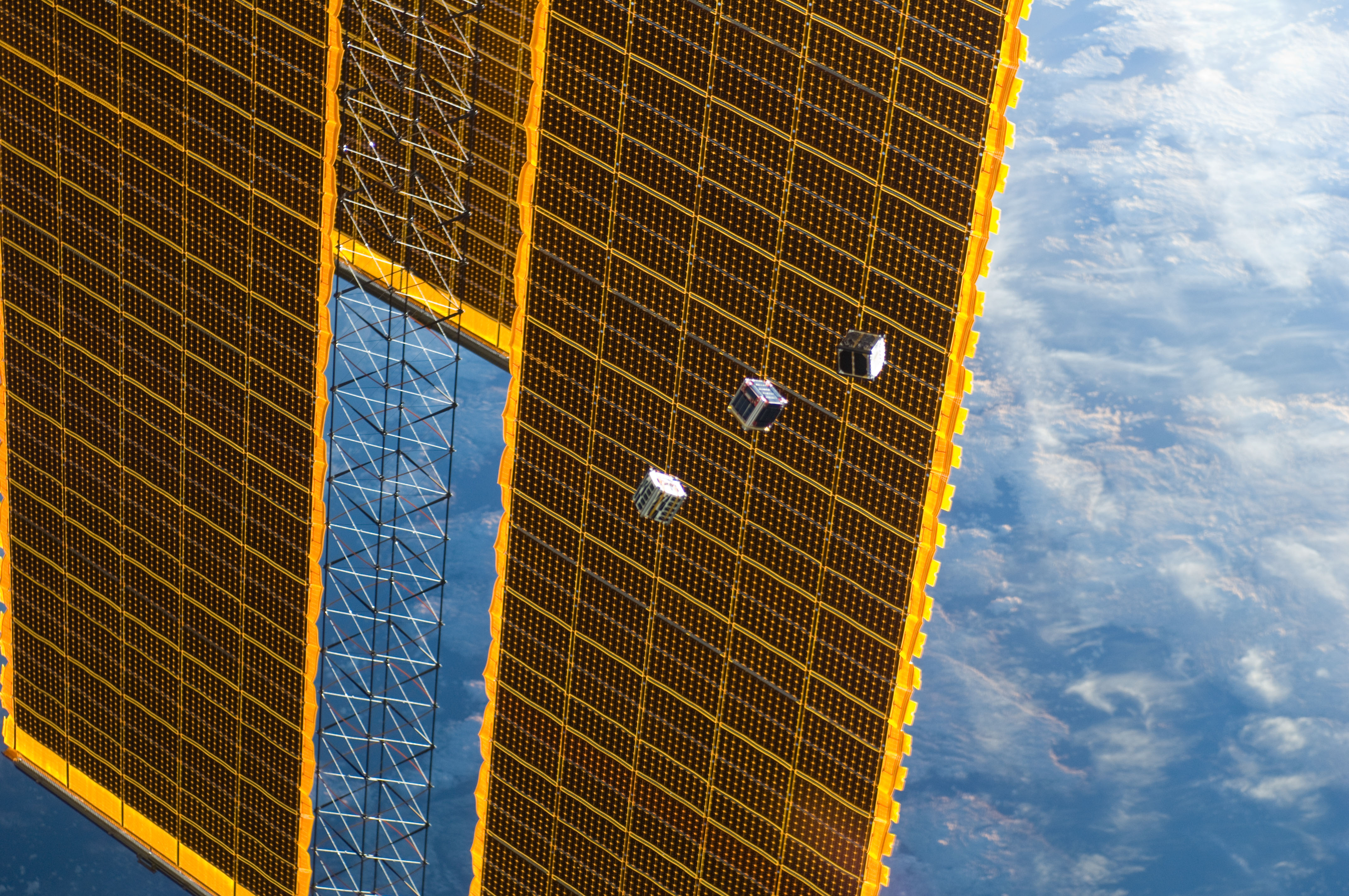
Спутники CubeSat выведенные на орбиту с МКС 4 октября 2012 (слева направо TechEdSat-1, F-1 и Niwaka).

## Оборудование
- Состав: алюминиевый сплав Т-6061

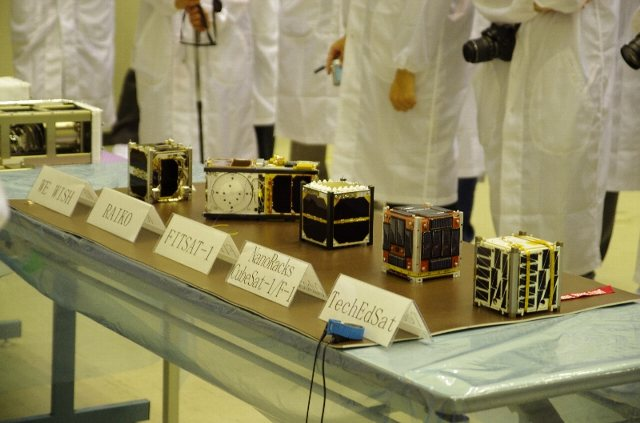
F-1 и другие выводившиеся совместно с ним спутники CubeSat в космическом центре Цукуба, Июнь 2012

- Источник питания: солнечные батареи, встроенные в корпус, перезаряжаемый литий-полимерный аккумулятор.
- Микроконтроллеры PIC16 и PIC18
- Ручные трансиверы Yaesu VX-3R
- камера низкого разрешения C328
- Датчики температуры
- Трёхосевой магнитометр (ASTC)
- Дипольная антенна диапазона 2 метра
- Дипольная антенна диапазона 70 см

## Характеристики

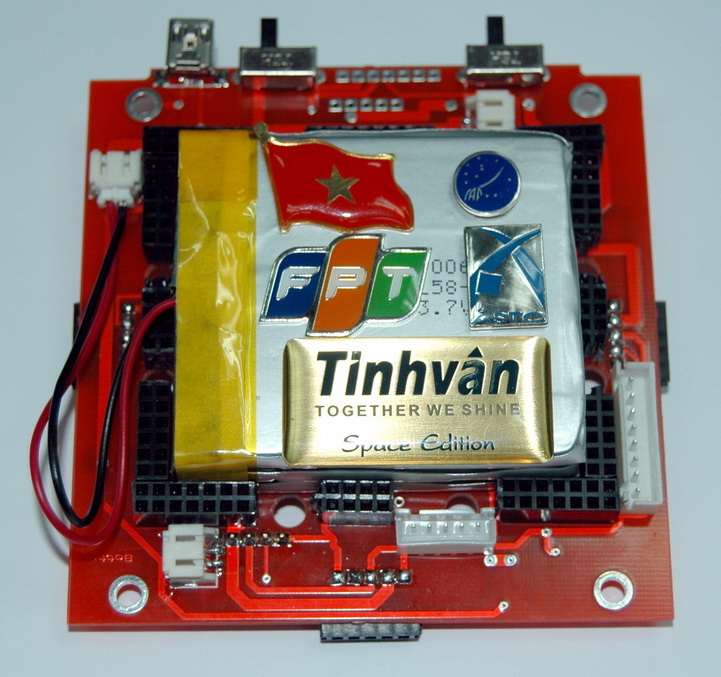
Памятные значки на фоне платы спутника F-1

- Размер: 10 см x 10 см x 10 см (1U CubeSat)
- Масса: 1 кг
- Связь: 2 независимые радиостанции, использующие радиолюбительские диапазоны очень высоких частот (VHF) и ультравысоких частот (UHF), скорость передачи 1200 бит/с; передача кодом Морзе с модуляцией AFSK и PWM, протокол KISS
- Полезная нагрузка: камера C328 с низким разрешением (максимальное разрешение 640 × 480, 8-битный цвет)
- Датчики: датчики температуры и трёхосный магнитометр
- Целевой срок службы на орбите: не менее 3 месяцев на орбите (зависит от высоты сброса с МКС).

## Внешние ссылки
- Домашняя страница
- F1: un micro satellite vietnamien dans l'espace fin 2011
- Vietnam Student CubeSat F-1 24/2/2012